# Рас Лануф
Рас Лануф (на арабски: راس لانوف) е град и пристанище в Либия, община Сирт. Разположен е на брега на залива Сидра, в южната част на Средиземно море. Населението е около 10 000 души.
По време на Гражданската война в Либия през 2011 г. край град Рас Лануф се водят сражения между противниците и привържениците на лидера Муамар Кадафи.
Рас Лануф е едно от двете петролни пристанища в Либия, наред с Марса ел Брега. Добре е развита нефтохимическата промишленост. Има две летища.